# 第2次森内閣 (改造 中央省庁再編後)
第2次森改造内閣（だいにじもりかいぞうないかく）は、森喜朗が第86代内閣総理大臣に任命され、2001年（平成13年）1月6日から同年4月26日まで続いた日本の内閣。
中央省庁再編前の第2次森改造内閣と閣僚の顔ぶれは変わらず、中央省庁再編により新体制となった各省大臣等の補職辞令が発出されたものである。

## 概説
新省庁となった銘板の揮毫は原則として各省大臣の手によるものである。ただ財務省については、宮澤喜一が最後まで拒んだため、パソコンの楷書体から宮澤自ら文字を選定し、銘板を作成した（大蔵省の項を参照）。
KSD事件に関連し、経済財政政策担当大臣の額賀福志郎が2001年（平成13年）1月23日に辞任し、後任には麻生太郎が就任した。2001年2月10日に起きたえひめ丸事故で休暇中だった森は当時ゴルフのプレー中で初動の対応の悪さに批判が殺到し、世論調査では支持率8％、不支持率82％まで達した。読売新聞は2001年2月、「森内閣支持8・6％に急落　歴代2位の低さ/読売新聞社全国世論調査」の記事を掲載した。記事には以下のような解説がある《今回、森内閣の支持率が急落したのは、「ケーエスデー中小企業経営者福祉事業団」（KSD）の資金提供疑惑、これに絡む村上正邦・前参議院議員会長の議員辞職、外務省の機密費流用問題、水産高校実習船沈没事故への対応のまずさとゴルフ会員権問題のほか、株価の下落も影響したものと見られる》。2001年3月5日に内閣不信任決議が否決されたが、3月10日夜、森は9月に予定される自民党総裁選を繰り上げて実施するとの考えを示すことで事実上の退陣表明し、内閣不信任決議否決後の52日後の4月26日に低支持率などを理由に内閣総辞職をした。これは長期政権の党首任期満了や国政選挙敗北以外では、内閣不信任否決から総辞職までの最短記録である。また、一事不再議の原則から会期末に内閣不信任決議が提出されることが慣例となっている政界において、会期末となっている6月29日から116日前の3月5日と内閣不信任決議が採決されたのは、内閣不信任決議の採決において最も会期末から遠い時期の採決である。

## 国務大臣
| 職名                                      | 氏名 | 氏名              | 所属                               | 特命事項等                                       | 備考                          |
| ----------------------------------------- | ---- | ----------------- | ---------------------------------- | ------------------------------------------------ | ----------------------------- |
| 内閣総理大臣                              |      | 森喜朗            | 衆議院 自由民主党 （森派）         |                                                  | 自由民主党総裁                |
| 総務大臣                                  |      | 片山虎之助        | 参議院 自由民主党 （橋本派）       |                                                  |                               |
| 法務大臣                                  |      | 高村正彦          | 衆議院 自由民主党 （高村派）       | 内閣総理大臣臨時代理就任順位第3位                |                               |
| 外務大臣                                  |      | 河野洋平          | 衆議院 自由民主党 （河野G）        | 内閣総理大臣臨時代理就任順位第2位                |                               |
| 財務大臣                                  |      | 宮澤喜一          | 衆議院 自由民主党 （堀内派）       |                                                  |                               |
| 文部科学大臣                              |      | 町村信孝          | 衆議院 自由民主党 （森派）         | 国立国会図書館連絡調整委員会委員                 |                               |
| 厚生労働大臣                              |      | 坂口力            | 衆議院 公明党                      |                                                  |                               |
| 農林水産大臣                              |      | 谷津義男          | 衆議院 自由民主党 （江藤・亀井派） |                                                  |                               |
| 経済産業大臣                              |      | 平沼赳夫          | 衆議院 自由民主党 （江藤・亀井派） | 国際博覧会担当 内閣総理大臣臨時代理就任順位第4位 |                               |
| 国土交通大臣                              |      | 林寛子 （扇千景） | 参議院 保守党                      | 首都機能移転担当                                 |                               |
| 環境大臣                                  |      | 川口順子          | 民間人                             | 地球環境問題担当                                 |                               |
| 内閣官房長官 男女共同参画担当大臣         |      | 福田康夫          | 衆議院 自由民主党 （森派）         | 内閣総理大臣臨時代理就任順位第1位                |                               |
| 国家公安委員会委員長 防災担当大臣         |      | 伊吹文明          | 衆議院 自由民主党 （江藤・亀井派） | 危機管理担当                                     |                               |
| 防衛庁長官                                |      | 斉藤斗志二        | 衆議院 自由民主党 （橋本派）       |                                                  |                               |
| 沖縄及び北方対策担当大臣 規制改革担当大臣 |      | 橋本龍太郎        | 衆議院 自由民主党 （橋本派）       | 行政改革担当                                     |                               |
| 金融担当大臣                              |      | 柳澤伯夫          | 衆議院 自由民主党 （堀内派）       | 内閣総理大臣臨時代理就任順位第5位                |                               |
| 経済財政政策担当大臣                      |      | 額賀福志郎        | 衆議院 自由民主党 （橋本派）       | 新千年紀記念行事担当 情報通信技術（IT）担当      | 2001年（平成13年）1月23日辞任 |
| 経済財政政策担当大臣                      |      | 麻生太郎          | 衆議院 自由民主党 （河野G）        | 新千年紀記念行事担当 情報通信技術（IT）担当      | 2001年（平成13年）1月23日就任 |
| 科学技術政策担当大臣                      |      | 笹川堯            | 衆議院 自由民主党 （橋本派）       |                                                  |                               |

※橋本国務大臣の補職のうち、規制改革担当大臣の発令は2001年4月1日。

## 内閣官房副長官・内閣法制局長官
| 職名           | 氏名     | 氏名       | 担当事項 | 所属等                     |
| -------------- | -------- | ---------- | -------- | -------------------------- |
| 内閣官房副長官 |          | 安倍晋三   | 政務担当 | 衆議院 自由民主党 （森派） |
| 内閣官房副長官 |          | 上野公成   | 政務担当 | 参議院 自由民主党 （森派） |
| 内閣官房副長官 |          | 古川貞二郎 | 事務担当 | 厚生事務次官               |
| 内閣危機管理監 |          | 安藤忠夫   |          | 警察官僚                   |
| 内閣危機管理監 | 杉田和博 |            |          | 警察官僚                   |
| 内閣法制局長官 |          | 津野修     |          | 大蔵官僚                   |

## 内閣総理大臣補佐官
| 職名               | 氏名       | 担当事項     | 所属等               |
| ------------------ | ---------- | ------------ | -------------------- |
| 内閣総理大臣補佐官 | 中曽根弘文 | 教育改革担当 | 参議院、江藤・亀井派 |

## 副大臣
- 内閣府副大臣 - 坂井隆憲、仲村正治、村井仁
- 防衛庁副長官 - 石破茂
- 総務副大臣 - 遠藤和良、小坂憲次
- 法務副大臣 - 長勢甚遠
- 外務副大臣 - 衛藤征士郎、荒木清寛
- 財務副大臣 - 村上誠一郎、若林正俊
- 文部科学副大臣 - 大野功統、河村建夫
- 厚生労働副大臣 - 増田敏男、桝屋敬悟
- 農林水産副大臣 - 松岡利勝、田中直紀
- 経済産業副大臣 - 中山成彬、松田岩夫
- 国土交通副大臣 - 高橋一郎、泉信也
- 環境副大臣 - 沓掛哲男

## 大臣政務官
- 内閣府大臣政務官 - 西川公也、渡辺具能、山崎力
- 防衛庁長官政務官 - 岩屋毅、米田建三
- 総務大臣政務官 - 滝実、山名靖英、景山俊太郎
- 法務大臣政務官 - 大野つや子
- 外務大臣政務官 - 桜田義孝、望月義夫、丸谷佳織（五十嵐佳織）
- 財務大臣政務官 - 大野松茂、砂田圭佑
- 文部科学大臣政務官 - 池坊保子、水島裕
- 厚生労働大臣政務官 - 奥山茂彦、田浦直
- 農林水産大臣政務官 - 金田英行、国井正幸
- 経済産業大臣政務官 - 竹本直一、西川太一郎
- 国土交通大臣政務官 - 今村雅弘、吉田六左ェ門、岩井國臣
- 環境大臣政務官 - 熊谷市雄